# Okręt-baza

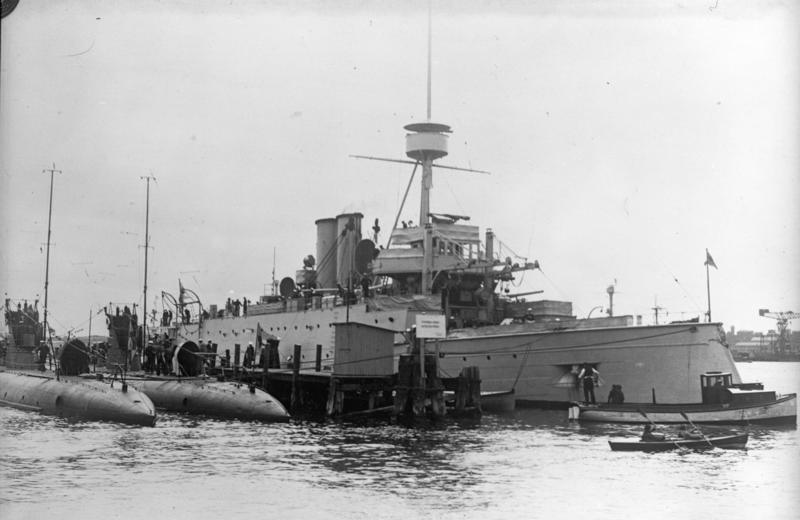
Dawny szwedzki pancernik obrony wybrzeża "Svea" zaadaptowany jako okręt-baza okrętów podwodnych

Okręt-baza – okręt pomocniczy, służący jako zaplecze szkoleniowo-mieszkalne, magazynowe i techniczne, zwykle dla mniejszych okrętów. Najczęściej używane były okręty-bazy okrętów podwodnych lub kutrów torpedowych. Okręt-baza posiada pomieszczenia mieszkalne i socjalne dla załóg okrętów oraz magazyny środków bojowych (amunicji, torped itp.), żywności i paliwa, jak też zaplecze warsztatowe.
Okręt-baza bez napędu i nienadający się do żeglugi, natomiast spełniający przede wszystkim cele mieszkalne i szkoleniowe, nosi nazwę hulk (albo barka koszarowa, w przypadku mniejszych jednostek).
Polskie:
- ORP "Bałtyk"
- ORP "Gdańsk"
- ORP "Gdynia" (ex Gdynia)
- ORP "Gdynia" (ex Kościuszko)
- ORP "Kopernik" (od 2002)